# グランドメダル (フランス科学アカデミー)
グランドメダル（Grande médaille de l'Académie des sciences）は、フランス科学アカデミーが授与する賞。
1997年に、ラランド賞、ポンスレ賞など計122の賞が統合されて設立された。科学の発展に決定的な貢献をした研究者に対して、アカデミーの全部門から毎年異なる分野に授与される。

## 受賞者
- 1997 Jozef Stefaan Schell
- 1998 レオ・カダノフ
- 1999 René Thomas
- 2000 ロバート・ラングランズ
- 2001 アルバート・エッシェンモーザー
- 2002 Richard L. Garwin
- 2003 David D. Sabatini
- 2004 デイビッド・グロス
- 2005 ロナルド・エヴァンス
- 2006 ピーター・ゴールドレイク
- 2007 Tomas Hökfelt
- 2008 スーザン・ソロモン
- 2009 ロバート・ワインバーグ
- 2010 マイケル・アティヤ
- 2011 Avelino Corma
- 2012 アディ・シャミア
- 2013 ジョーン・A・スタイツ
- 2014 Joel L. Lebowitz
- 2016 アレクサンダー・バーシャフスキー
- 2018 ジョスリン・ベル・バーネル
- 2021 カリコー・カタリン
- 2022 テレンス・タオ
- 2023 マイケル・ホール

## 参照
- La grande médaille